# Олександрівський палац (яйце Фаберже)
«Олександрівський палац» — ювелірне великоднє яйце виготовлене фірмою Карла Фаберже на замовлення російського імператора Миколи II у 1908 році. Було подароване імператором дружині Олександрі Федорівні.